# 아나톨리 (고양이)
아나톨리(Anatoli)는 아나톨리아(터키)에서 유래한 털이 짧은 순한 고양이 품중 하나이다. 이 고양이는 유럽과 북아메리카의 여러 나라에 수출되어 왔다. 불행하게도, 비록 독특한 특성을 가지고 있지만, 수출된 이들 중 많은 아나톨리는 터키시 반이나 터키시 앙고라 종으로 등록되어 있다. 따라서, 네덜란드와 독일의 몇몇 고양이 사육사들은 이 품종을 별도의 품종으로 발전시키고 보존하기 위해 노력하고 있다. 이 고양이는 물을 좋아하고 뛰어다니는 것을 좋아하는 고양이로 알려져 있다.

## 역사
아나톨리 고양이는 터키시 반과 터키시 앙고라처럼 생긴 자연산 고양이이다. 아나톨리 고양이는 2001년 세계 고양이 연맹(WCF)에서 처음 인정되었다.

## 특징
아나톨리는 근육질이고 강한 고양이로 뒷다리가 앞다리에 비해 약간 더 길다. 털은 짧고 속털이 없다. 눈은 녹색, 밝은 노란색, 어두운 노란색으로 털 색깔과 일치한다. 눈은 또한 크고 터키시 반이나 터키시 앙고라처럼 아몬드 모양으로 생겼다. 아나톨리 고양이들은 반고양이의 무늬를 포함한 모든 털 무늬가 인정된다.

## 성격
아나톨리 고양이는 인간이 그들에게 친절하다면 그들 또한 사랑스럽고 상냥하게 대한다. 아나톨리는 물을 좋아하는 고양이이다.

## 같이 보기
- 터키시 앙고라
- 터키시 반